# Bolivias præsidenter
Bolivias præsident (formelt spansk: Presidente del Estado Plurinacional de Bolivia eller blot (spansk: Presidente de Bolivia), er statsoverhoved og regeringsleder i Bolivia. I henhold til den nuværende forfatning vælges præsidenten ved valg for en fem-årig periode.
Den nuværende midlertidige præsident er Luis Arce, der tiltrådte embeddet den 8. november 2020. Den længst siddende demokratisk valgte præsident i Bolivia var Evo Morales, der var i embedet fra 2006 til 2019. Han blev valgt ved et demokratisk valg i 2005 og genvalgt i 2009 og igen i 2014. Ved valget i 2019 måtte han efter pres fra militæret træde tilbage som følge af uroligheder efter rapportering af omfattende valgsvindel.

## Historie
Gennem Bolivias mere end 190 år af uafhængighed har landet været regeret af militærledere, der kæmpede for landets uafhængighed, militærledere fra Salpeterkrigen, repræsentanter for aristokratiet, militærleder, militærjuntaer og demokratisk valgte ledere. Landet har været gennem flere borgerkrige, kup, uroligheder og vold. 

## Liste over Bolivias præsidenter
| #    | Billede | Navn                                    | Tiltræden         | Ophør              | Titel |
| ---- | ------- | --------------------------------------- | ----------------- | ------------------ | --- |
| 1    |         | Simón Bolívar                           | 11. august 1825   | 29. december 1825  | Befrier af Bolivia |
| 2    |         | Antonio José de Sucre                   | 29. december 1825 | 18. april 1828     | Befrier af Bolivia (29 December 1825 – 19 June 1826) Præsident (19 June 1826 – 18 April 1828)                                                                                                  |
| 3    |         | José María Pérez de Urdininea           | 18. april 1828    | 2. august 1828     | Præsident |
| 4    |         | José Miguel de Velasco Franco           | 2. august 1828    | 18. december 1828  | Fungerende præsident |
| 5    |         | Pedro Blanco Soto                       | 18. december 1828 | 1 januar 1829      | Provisorisk præsident |
| (4)  |         | José Miguel de Velasco Franco           | 1. januar 1829    | 24. maj 1829       | Fungerende præsident |
| 6    |         | Andrés de Santa Cruz                    | 24 maj 1829       | 20. februar 1839   | Provisorisk præsident (29 maj 1829 – 15 August 1831) Præsident (15 august 1831 – 20 februar 1839) Øverste beskytter af den Peru-Bolivianske Konføderation (28 oktober 1836 – 20. februar 1839) |
| (4)  |         | José Miguel de Velasco Franco           | 20 Februar 1839   | 10. juni 1841      | Provisorisk Øverste chef (20 februar 1839 – 16 June 1839) Provisorisk præsident (16 June 1839 – 15 August 1840) Præsident (15 August 1840 – 10 June 1841)                                      |
| 7    |         | Sebastián Ágreda                        | 10 June 1841      | 9. juli 1841       | Provisorisk chef |
| 8    |         | Mariano Calvo                           | 9 juli 1841       | 22 September 1841  | Fungerende præsident |
| 9    |         | José Ballivián                          | 22 September 1841 | 23 December 1847   | Provisorisk præsident (22 September 1841 – 15 August 1844) Præsident(15 August 1844 – 23 December 1847)                                                                                        |
| 10   |         | Eusebio Guilarte Vera                   | 23 December 1847  | 2 Januar 1848      | Interim præsident |
| (4)  |         | José Miguel de Velasco Franco           | 18 Januar 1848    | 6 December 1848    | Provisorisk præsident |
| 11   |         | Manuel Isidoro Belzu                    | 6. december 1848  | 15. august 1855    | Provisorisk præsident (6. december 1848 – 15. august 1850) Præsident(15. august 1850 – 15. august 1855)                                                                                        |
| 12   |         | Jorge Córdova                           | 15. august 1855   | 21 oktober 1857    | Præsident |
| 13   |         | José María Linares                      | 21. oktober 1857  | 14. januar 1861    | Provisorisk præsident (21 oktober 1857 – 1858) Livstids diktator (1858 – 14 Januar 1861) |
|      |         | Regeringsjunta                          | 14. januar 1861   | 4 maj 1861         | Members: Ruperto Fernández José María Achá Manuel Antonio Sánchez (to 9 April 1861) |
| 14   |         | José María Achá                         | 4. maj 1861       | 28. december 1864  | Provisorisk præsident (4 maj 1861 – 15 August 1862) Præsident (15 August 1862 – 28 December 1864)                                                                                              |
| 15   |         | Mariano Melgarejo                       | 28. december 1864 | 15. januar 1871    | Provisorisk præsident (28 December 1864 – 15 August 1870) Præsident (15 August 1870 – 15 Januar 1871)                                                                                          |
| 16   |         | Agustín Morales                         | 15. januar 1871   | 27. november 1872  | Øverste chef for revolutionen (15 Januar 1871 – 21 Januar 1871) Provisorisk præsident (21 Januar 1871 – 25 August 1872) Præsident (25 August 1872 – 27 November 1872)                          |
| 17   |         | Tomás Frías Ametller                    | 28. november 1872 | 9. maj 1873        | Præsident |
| 18   |         | Adolfo Ballivián                        | 9. maj 1873       | 14. februar 1874   | Præsident |
| (17) |         | Tomás Frías Ametller                    | 14. februar 1874  | 4. maj 1876        | Præsident |
| 19   |         | Hilarión Daza                           | 4. maj 1876       | 14. april 1879     | Præsident |
| 20   |         | Pedro José Domingo de Guerra            | 14. april 1879    | 10. september 1879 | Præsident |
| 21   |         | Narciso Campero                         | 19. januar 1880   | 3. september 1884  | Præsident |
| 22   |         | Gregorio Pacheco                        | 3 September 1884  | 15 August 1888     | Præsident |
| 23   |         | Aniceto Arce                            | 15 August 1888    | 11 August 1892     | Præsident |
| 24   |         | Mariano Baptista                        | 11 August 1892    | 19 August 1896     | Præsident |
| 25   |         | Severo Fernández                        | 19 August 1896    | 12 April 1899      | Præsident |
|      |         | Regeringsjunta                          | 12 April 1899     | 25 oktober 1899    | Members: José Manuel Pando Serapio Reyes Ortiz Macario Pinilla Vargas |
| 26   |         | José Manuel Pando                       | 25 oktober 1899   | 14 August 1904     | Præsident |
| 27   |         | Ismael Montes                           | 14 August 1904    | 12 oktober 1909    | Præsident |
| 28   |         | Eliodoro Villazón                       | 12 oktober 1909   | 14 oktober 1913    | Præsident |
| (27) |         | Ismael Montes                           | 14 oktober 1913   | 15 oktober 1917    | Præsident |
| 29   |         | José Gutiérrez                          | 15 oktober 1917   | 12 juli 1920       | Præsident |
|      |         | Regeringsjunta                          | 13 juli 1920      | 28 Januar 1921     | Members: Bautista Saavedra José María Escalier José Manuel Ramírez |
| 30   |         | Bautista Saavedra                       | 28 Januar 1921    | 3 September 1925   | Præsident |
| 31   |         | Felipe S. Guzmán                        | 3 September 1925  | 10 Januar 1926     | Provisorisk præsident |
| 32   |         | Hernando Siles Reyes                    | 10 Januar 1926    | 28 maj 1930        | Præsident |
|      |         | Council of Ministers                    | 28 maj 1930       | 25 June 1930       | Members: Alberto Díez de Medina Germán Antelo Arauz (to 17 June 1930) Franklin Mercado David Toro José Aguirre Achá Fidel Vega Carlos Banzer Ezequiel Romecín Calderón (from 17 June 1930)     |
| 33   |         | Carlos Blanco Galindo                   | 28 June 1930      | 5. marts 1931      | Formand for Militærregeringen Medlemmer: José L. Lanza Filiberto Osorio Bernardino Bilbao Rioja Emilio González Quint José Ayoroa                                                              |
| 34   |         | Daniel Salamanca Urey                   | 5. marts 1931     | 27 November 1934   | Præsident |
| 35   |         | José Luis Tejada Sorzano                | 28 November 1934  | 17 maj 1936        | Præsident |
| 36   |         | Germán Busch                            | 17 maj 1936       | 20 maj 1936        | Formand for regeringsjuntaen |
| 37   |         | David Toro                              | 20 maj 1936       | 13 juli 1937       | Formand for regeringsjuntaen |
| (36) |         | Germán Busch                            | 13 juli 1937      | 23 August 1939     | Formand for regeringsjuntaen (13 juli 1937 – 28 maj 1938) Præsident (28 maj 1938 – 23 August 1939)                                                                                             |
| 38   |         | Carlos Quintanilla                      | 23 August 1939    | 15 April 1940      | Provisorisk præsident |
| 39   |         | Enrique Peñaranda                       | 15 April 1940     | 20 December 1943   | Præsident |
| 40   |         | Gualberto Villarroel                    | 20 December 1943  | 21 juli 1946       | Formand for regeringsjuntaen (20 December 1943 – 5 April 1944) Provisorisk præsident (5 April 1944 – 6 August 1944) Præsident (6 August 1944 – 21 juli 1946)                                   |
| 41   |         | Néstor Guillén                          | 21 juli 1946      | 15 August 1946     | Formand for den provisoriske regeringsjunta |
| 42   |         | Tomás Monje                             | 15 August 1946    | 10. marts 1947     | Formand for den provisoriske regeringsjunta |
| 43   |         | Enrique Hertzog                         | 10. marts 1947    | 22 oktober 1949    | Præsident |
| 44   |         | Mamerto Urriolagoitía                   | 22 oktober 1949   | 16 maj 1951        | Fungerende præsident (22 oktober 1949 – 24 oktober 1949) Præsident (24 oktober 1949 – 16 maj 1951)                                                                                             |
| 45   |         | Hugo Ballivián                          | 16 maj 1951       | 11 April 1952      | Formand for militærjuntaen Medlemmer: Antonió Seleme Vargas Humberto Torres Ortiz |
| 46   |         | Hernán Siles Zuazo                      | 11 April 1952     | 16 April 1952      | Provisorisk præsident |
| 47   |         | Víctor Paz Estenssoro                   | 16 April 1952     | 6 August 1956      | Præsident |
| (46) |         | Hernán Siles Zuazo                      | 6 August 1956     | 6 August 1960      | Præsident |
| 48   |         | Víctor Paz Estenssoro                   | 6 August 1960     | 4 November 1964    | Præsident |
| 56   |         | René Barrientos                         | 5 November 1964   | 26. maj 1965       | Chairman of the Military Junta |
|      |         | René Barrientos + Alfredo Ovando Candía | 26 maj 1965       | 2 Januar 1966      | Co-Chairmen of the Military Junta |
| 57   |         | Alfredo Ovando Candía                   | 2 Januar 1966     | 6 August 1966      | Formand for militærjunta |
| (56) |         | René Barrientos                         | 6 August 1966     | 27 April 1969      | Præsident |
| 58   |         | Luis Adolfo Siles Salinas               | 27 April 1969     | 26 September 1969  | Præsident |
| (57) |         | Alfredo Ovando Candía                   | 26 September 1969 | 6 oktober 1970     | Præsident |
|      |         | Juntaen af ledere af de væbnede styrker | 6 oktober 1970    | 7 oktober 1970     | Medlemmer: Efraín Guachalla Ibáñez Fernando Sattori Ribera Alberto Albarracín Crespo |
| 59   |         | Juan José Torres                        | 7 oktober 1970    | 21 August 1971     | Præsident |
|      |         | Juntaen af ledere af de væbnede styrker | 21 August 1971    | 22 August 1971     | Medlemmer: Andrés Selich Chop (Chairmen) Hugo Banzer Jaime Florentino Mendieta |
| 60   |         | Hugo Banzer                             | 22. august 1971   | 21. juli 1978      | Præsident |
|      |         | Víctor González Fuentes                 | 21 juli 1978      | 21 juli 1978       | Formand for militærjuntaen |
| 61   |         | Juan Pereda                             | 21 juli 1978      | 24 November 1978   | Præsident |
| 62   |         | David Padilla                           | 24 November 1978  | 8 August 1979      | Formand for militærjuntaen |
| 63   |         | Wálter Guevara                          | 8 August 1979     | 1 November 1979    | Fungerende præsident |
| 64   |         | Alberto Natusch                         | 1 November 1979   | 16 November 1979   | Præsident |
| 65   |         | Lidia Gueiler Tejada                    | 17 November 1979  | 18 juli 1980       | Fungerende præsident |
|      |         | Juntaen af ledere af de væbnede styrker | 18 juli 1980      | 18 juli 1980       | Medlemmer: Luis García Meza Tejada Waldo Bernal Pereira Ramiro Terrazas Rodríguez |
| 66   |         | Luis García Meza Tejada                 | 18 juli 1980      | 4 August 1981      | Præsident |
|      |         | Juntaen af ledere af de væbnede styrker | 4 August 1981     | 4 September 1981   | Medlemmer: Waldo Bernal Pereira Celso Torrelio Óscar Jaime Pammo |
| 67   |         | Celso Torrelio                          | 4. september 1981 | 19. juli 1982      | Præsident |
|      |         | Juntaen af ledere af de væbnede styrker | 19. juli 1982     | 21. juli 1982      | Medlemmer: Natalio Morales Mosquera Óscar Jaime Pammo Ángel Mariscal Gómez |
| 68   |         | Guido Vildoso                           | 21. juli 1982     | 10. oktober 1982   | Præsident |
| (46) |         | Hernán Siles Zuazo                      | 10. oktober 1982  | 6. august 1985     | Præsident |
| 69   |         | Víctor Paz Estenssoro                   | 6. august 1985    | 6. august 1989     | Præsident |
| 70   |         | Jaime Paz Zamora                        | 6. august 1989    | 6. august 1993     | Præsident |
| 71   |         | Gonzalo Sánchez de Lozada               | 6. august 1993    | 6. august 1997     | Præsident |
| 72   |         | Hugo Banzer                             | 6. august 1997    | 7. august 2001     | Præsident |
| 73   |         | Jorge Quiroga                           | 7. august 2001    | 6. august 2002     | Præsident |
| 74   |         | Gonzalo Sánchez de Lozada               | 6. august 2002    | 17. oktober 2003   | Præsident |
| 75   |         | Carlos Mesa                             | 17. oktober 2003  | 9. juni 2005       | Præsident |
| 76   |         | Eduardo Rodríguez                       | 9. juni 2005      | 22. januar 2006    | Præsident |
| 77   |         | Evo Morales                             | 22. januar 2006   | 10. november 2019  | Præsident |
| 78   |         | Jeanine Áñez                            | 12. november 2019 | 8. november 2020   | Midlertidig præsident |
| 79   |         | Luis Arce                               | 8. november 2020  | Siddende           | Præsident |

## Eksterne links
- Billedgalleri af bolivias præsidenter (spansk)